# Hrabstwo Clayton (Georgia)

Piramida wieku hrabstwa

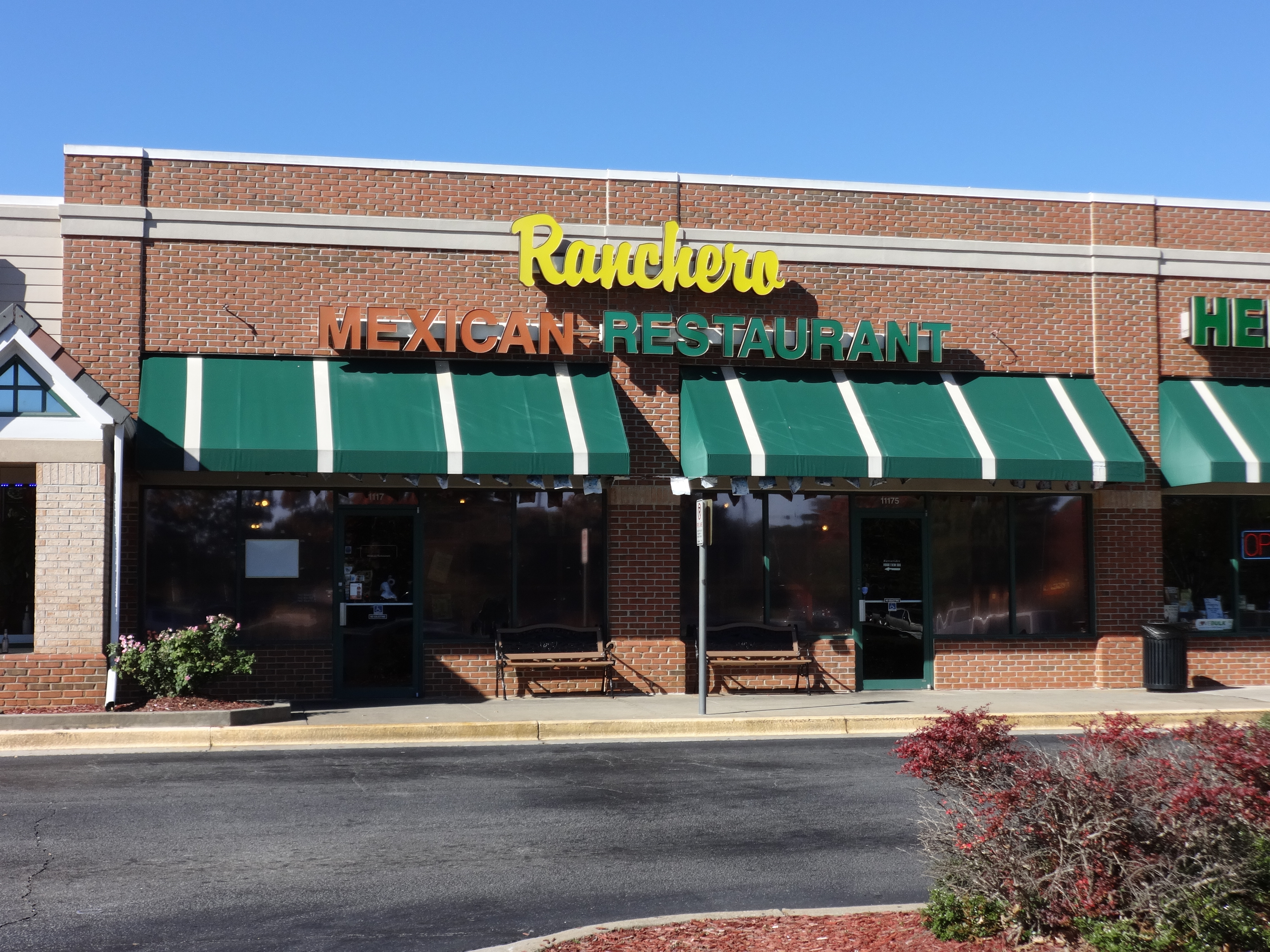
Restauracja w hrabstwie Clayton

Hrabstwo Clayton (ang. Clayton County) – hrabstwo w stanie Georgia w Stanach Zjednoczonych. Jest piątym najbardziej zaludnionym hrabstwem stanu Georgia i należy do obszaru metropolitalnego Atlanty.

## Geografia
Według spisu z 2000 roku obszar całkowity hrabstwa obejmuje powierzchnię 144,28 mil2 (373,68 km²), z czego 142,62 mil2 (369,38 km²) stanowią lądy, a 1,66 mil2 (4,3 km²) stanowią wody. Jego siedzibą administracyjną jest Jonesboro.

### Sąsiednie hrabstwa
- Hrabstwo DeKalb (północny wschód)
- Hrabstwo Henry (wschód)
- Hrabstwo Spalding (południe)
- Hrabstwo Fayette (południowy zachód)
- Hrabstwo Fulton (północny zachód)

### Demografia
Według spisu z 2020 roku liczy 297,6 tys. mieszkańców, co oznacza wzrost o 14,7% w porównaniu z poprzednim spisem z roku 2010. Według danych z 2020 roku 69,8% to czarnoskórzy lub Afroamerykanie, 15,1% biali (9,6% nie licząc Latynosów), 5,1% Azjaci, 3,7% miało rasę mieszaną, 0,14% to rdzenna ludność Ameryki i 0,07% pochodziło z wysp Pacyfiku. Latynosi stanowili 13,2% populacji hrabstwa.
Poza osobami pochodzenia afroamerykańskiego, do największych grup należały osoby pochodzenia meksykańskiego (9,1%), „amerykańskiego” (5,4%), afrykańskiego subsaharyjskiego (4,2%) i wietnamskiego (3,1%).

### Miejscowości
- Forest Park
- Jonesboro
- Lake City
- Lovejoy
- Riverdale
- Morrow

### CDP
- Bonanza
- Conley
- Irondale

## Polityka
Ze względu na masową migrację ludności czarnoskórej, począwszy od 1992 r. hrabstwo Clayton zmieniło się w silnie demokratyczne i jest jednym z najbardziej demokratycznych hrabstw w kraju.
W wyborach prezydenckich w 2020 roku, 84,9% głosów otrzymał Joe Biden i 14,1% Donald Trump.

## Religia
W 2020 roku do największych ugrupowań chrześcijańskich należą: bezdenominacyjne zbory ewangelikalne (33,1 tys.), Południowa Konwencja Baptystów (26,6 tys.) i Kościół katolicki (18,1 tys.). W hrabstwie znajduje się 21 tysięcy hinduistów – 7,1% populacji, co jest drugim co do wielkości odsetkiem w USA, po hrabstwie Santa Fe, w Nowym Meksyku. 
Inne większe ugrupowania (ponad 1% populacji) obejmują: innych baptystów (11,9 tys.), metodystów (7,7 tys.), muzułmanów (5,6 tys.), zielonoświątkowców i świadków Jehowy (3 tys.).